# Hungerburgbahn
Hungerburgbahn es un funicular híbrido en Innsbruck, Austria, que conecta el distrito de Hungerburg con el centro de la ciudad. Comenzó su operación el 1  de diciembre de 2007 y tiene cuatro estaciones:
- Congreso (estación subterránea)
- Löwenhaus
- Alpenzoo
- Hungerburg

Las estaciones fueron diseñadas por Zaha Hadid.

## Datos

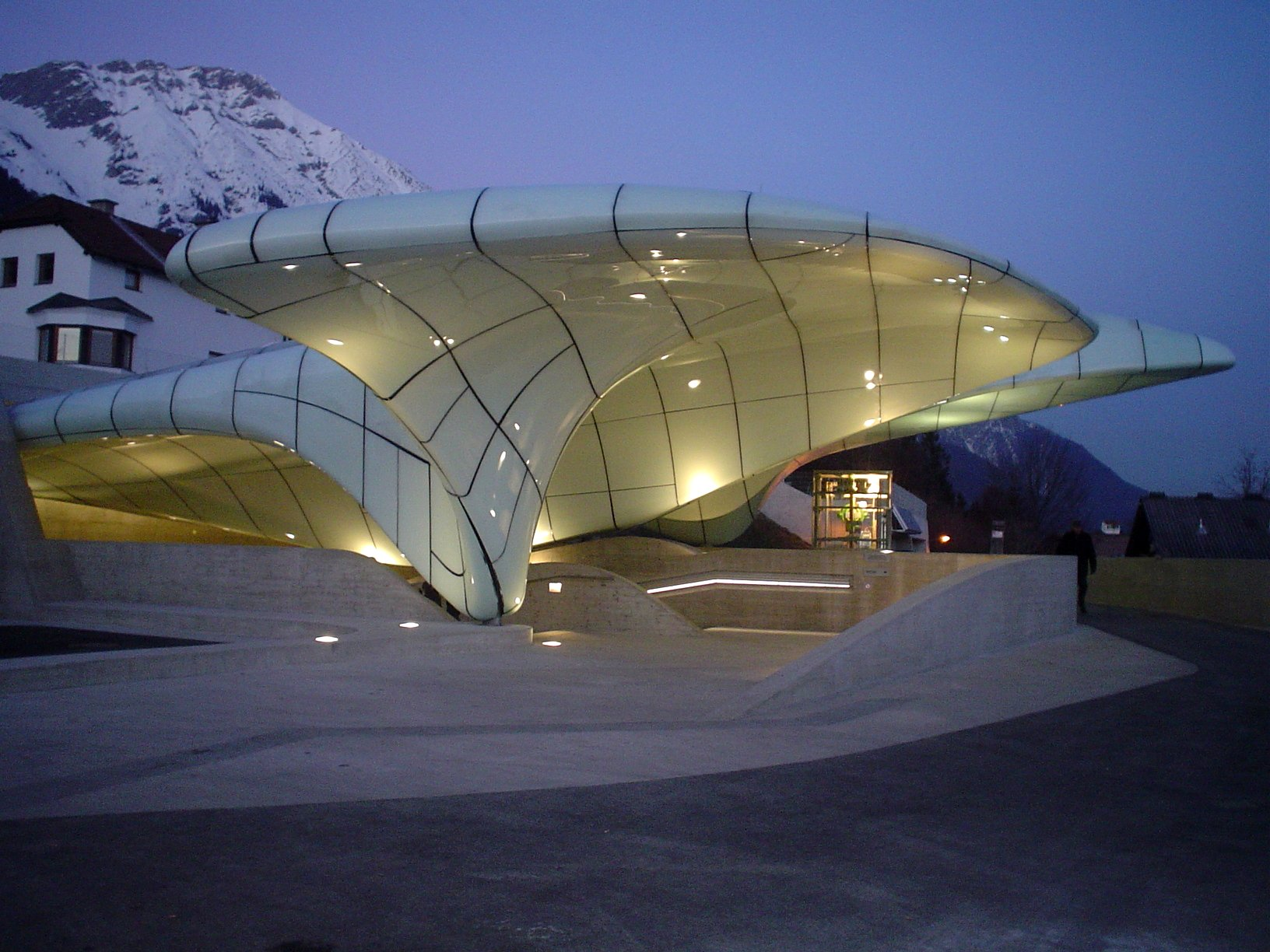
Estación superior: Hungerburg

| Longitud                                                   | 1,838 m           |
| Cota de la estación superior                               | 857 m             |
| Aumento de elevación entre la primera y la última estación | 288 m             |
| Duración                                                   | 0:08:10           |
| Velocidad                                                  | 10 m/s            |
| Capacidad de tren                                          | 130 personas      |
| Capacidad del sistema                                      | 1200 personas / h |

## Hungerburgbahn histórico

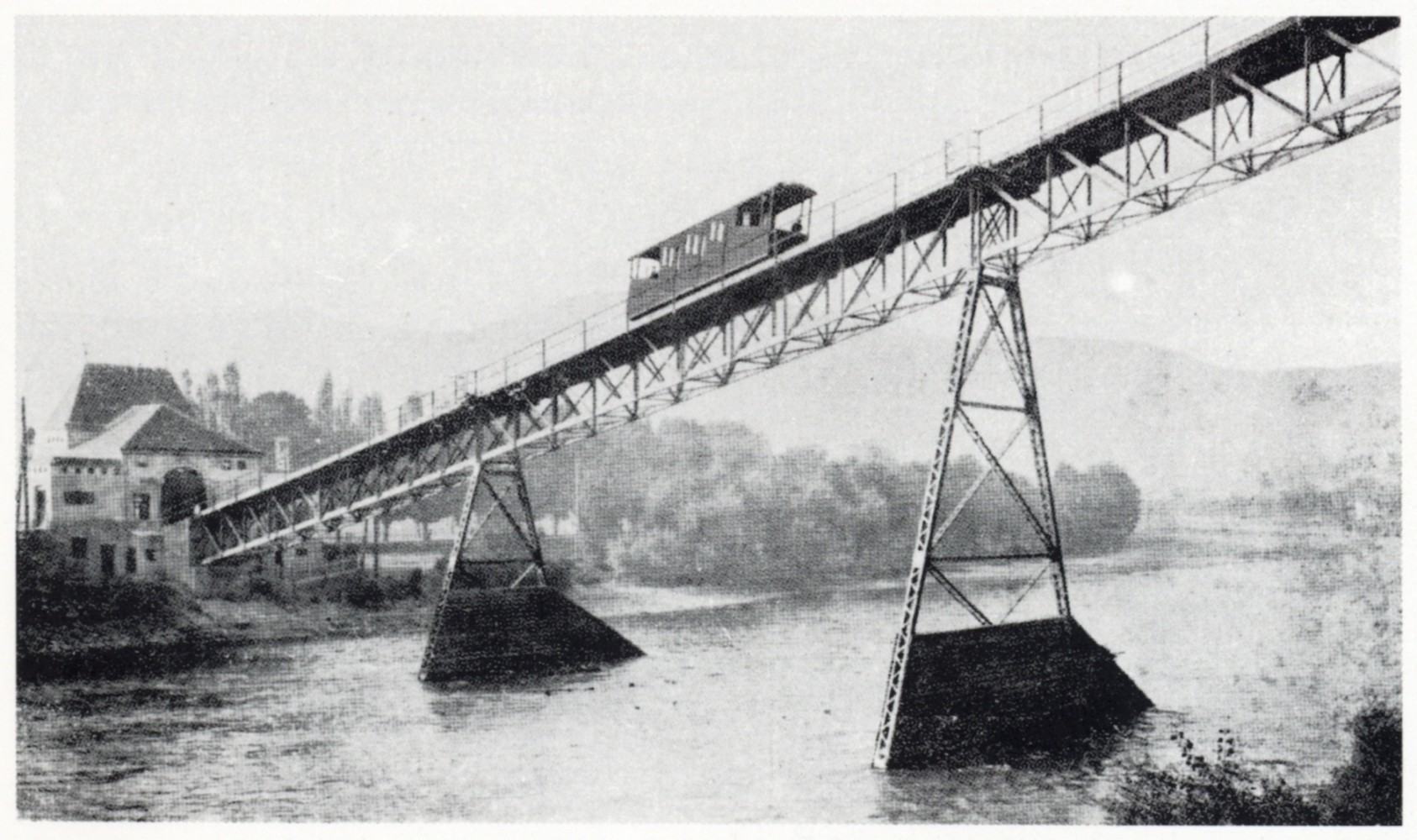
Hungerburgbahn cruzando el río Eno (1907 aproximadamente)

El actual Hungerburgbahn reemplazó un funicular también así llamado pero con diferente ruta. Este había operado entre 1906 y 2005. La longitud del trayecto era de 839 m con 287 m de ascensión. La estación inicial partía del distrito de Saggen.

## Enlaces externos

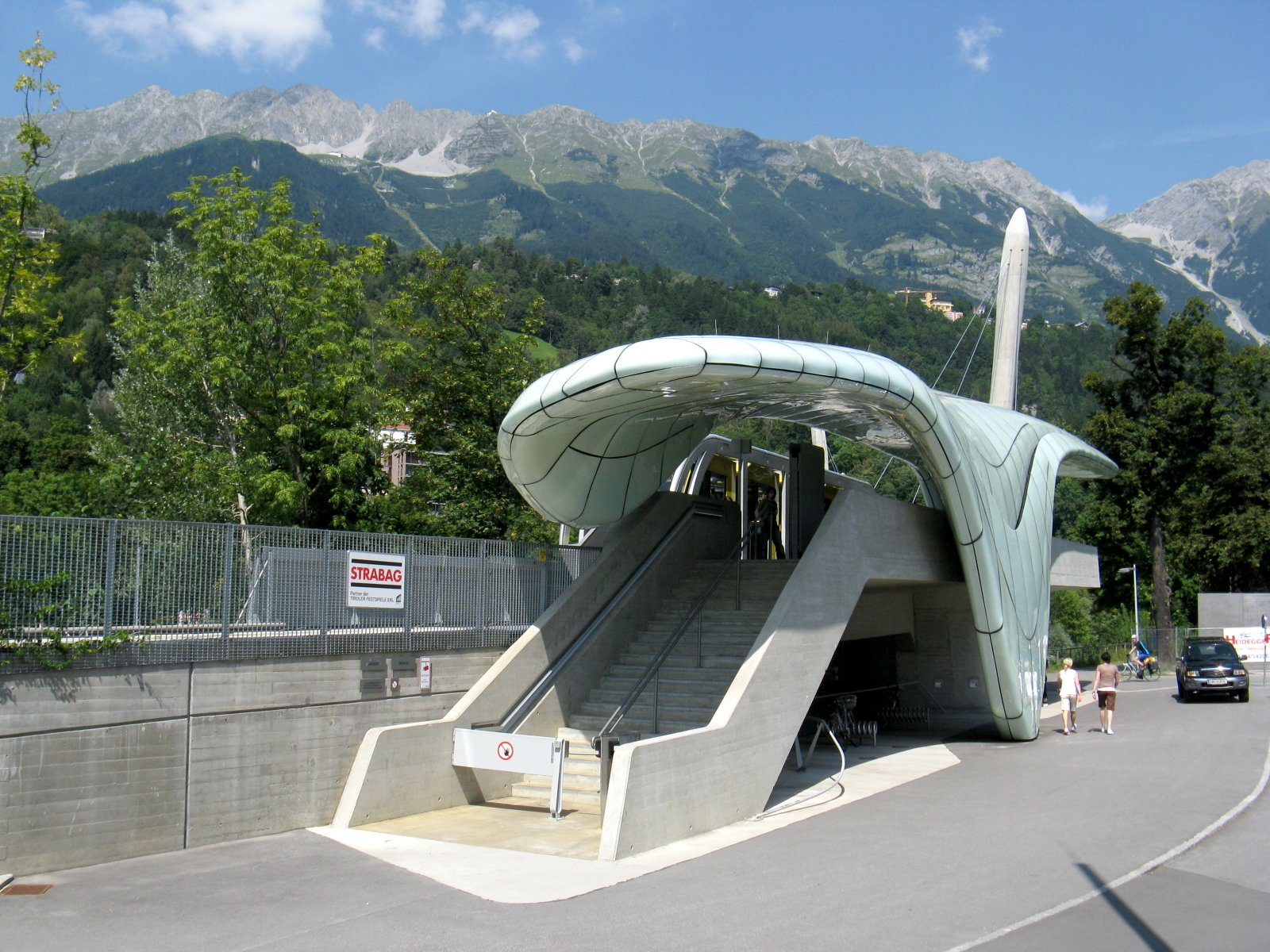
Hungerburgbahn estación Löwenhaus